# 大川悠
大川 悠（おおかわ ゆう、1944年 - 2025年7月17日）はクルマ中心のライター/エディター。

## 来歴
国際基督教大学中退。1965年、CAR GRAPHIC（現CG）編集部員として株式会社・二玄社入社。主にフランス車への理解が深く、1970年代には全集『世界の自動車』の『シトローエン』、『シムカ/マートラ/アルピーヌ その他』両編の執筆も担当。一方で、自動車の社会的側面（経済的側面、安全・公害・資源問題など）にも独自の見識を披露していた。
CGでは副編集長を経て、1984年、まったく新しい感覚の自動車雑誌NAVIを創刊、初代編集長となる。以後、編集局長、二玄社自動車部門総編集局長、同社の自動車情報サイト『webCG』のエグゼクティブ・ディレクター、顧問などを務めた後、2006年6月に退社。
現在はフリーランスのライター/エディター。デザイン会社D&Dスタジオのデザイン顧問も務める。

### ランナーとして
2005年、61歳の春に妻の勧めにより走り始め、ランニングを後半生の趣味とした。
2011年2月の東京マラソンにて、4時間19分13秒の自己ベストを記録した。

## 著書
- 『名車を創った男たち -プロジェクト・リーダーの流儀-』大川悠、道田宣和、生方聡共著、2011年、ISBN978-4-544-40051-9